# Waldbacher-Weg-Brücke
Die Waldbacher-Weg-Brücke ist eine Radverkehrs- und Fußgängerbrücke im Ortsteil Biesdorf des Bezirks Marzahn-Hellersdorf.

## Geschichte
Die Waldbacher-Weg-Brücke wurde als temporäre Behelfsbrückenkonstruktion im Jahr 1979 in Verlängerung des Waldbacher Weges von der Deutschen Reichsbahn über der Großen Biesdorfer Kurve gebaut, dies sollte eigentlich als Provisorium bis zu einem späteren Neubau einer Straßenbrücke im Waldbacher Weg dienen. Außerdem war es auch die bessere Alternative zu einem ursprünglich geplanten Fußgängertunnel. Die Brücke verbindet die beiden verbliebenen Teile des Waldbacher Weges mit der Schulstraße und der Braunsdorfer Straße. Die Teilung der Biesdorfer Siedlung durch die Bahnstrecke ist für den Rad- und Fußverkehr die einzige Verbindung zur Siedlung und zum Otto-Nagel-Gymnasium. Während der gesamten Bauzeit wird die alte Behelfsbrücke aufrechterhalten. Im Vorfeld wurden viele Varianten untersucht, dann entschied man sich für einen Ersatzneubau für die Waldbacher-Weg-Brücke. Langfristig ist eine neue Straßenbrücke für die Siedlung geplant.
Während einer Brückeninspektion wurden an der Brücke erhebliche Schäden festgestellt, welche die Tragfähigkeit und Standsicherheit beeinträchtigen. Bei der letzten Hauptuntersuchung im Jahr 2011 oder 2014 errechnete sich eine Zustandsnote von 3,0 für die Brücke. Gemäß DIN 1076 definiert sich die Zustandsnote 3,0 bis 3,4 als nicht ausreichender Zustand. Aufgrund des Baulastträgers wurde veranlasst das der Bauwerkszustand und der nicht gegebenen Barrierefreiheit der zum Bauwerk führenden Rampen eine Planung für einen Ersatzneubau als Radverkehrs- und Fußgängerbrücke. Das neue Brückenbauwerk wird barrierefrei für den Rad- und Fußverkehr, für Geh- und Sehbehinderte sowie Rollstuhlfahrern sein. Die neue Brückenbreite beträgt 3,00 Meter. Der Ersatzneubau wird circa 50 Meter nördlicher neu gebaut.

## Bauablauf
Der Ersatzneubau dauert 15 Monate.

### 1. Bauabschnitt
Im Oktober 2018 begannen die Arbeiten für die Herstellung der Baufreiheit und der Baustelleneinrichtung. Außerdem sind Baumfäll- und Rodungsarbeiten und es folgt das Abräumen des Baufeldes.

### 2. Bauabschnitt
Im zweiten Bauabschnitt erfolgt die Ausführung des Ersatzneubaus. Es erfolgt die Wiederherstellung der Brückenwiderlager im Schutze von Baugruben- und Böschungsbereichen. Danach erfolgt die Herstellung der barrierefreien Rampen, einschließlich Wege- und Treppenbau. Während mehrtägiger Gleissperrung wird der Überbau in Verbund-Fertigteil-Bauweise montiert. Die alte Behelfsbrücke bleibt während des Ersatzneubaus aufrechterhalten.

### 3. Bauabschnitt
Die neue Brücke erhält eine provisorische Anbindung an die Schulstraße. Der Rad- und Fußverkehr wird über die neue Brücke geführt, wenn der Neubau fertiggestellt ist.

### 4. Bauabschnitt
Während mehrtägiger Gleissperrung wird die alte Behelfsbrücke komplett abgerissen. Danach werden die angrenzenden Rampen entsiegelt und zurückgebaut. Die neue Brücke bleibt während der Bauarbeiten aufrechterhalten.

### 5. Bauabschnitt
Im fünften und letzten Bauabschnitt wird bei dem Ersatzneubau die östliche Rampe und somit die Barrierefreiheit komplett fertiggestellt. Außerdem wird die dauerhafte Anbindung an die Schulstraße realisiert und die neu gewonnene Freifläche als Schulhoferweiterung an das Otto-Nagel-Gymnasium übergeben. Am Ende der Bauarbeiten werden Begrünungs- und Restarbeiten vorgenommen.